# 姫様限定! 〜Princess Limited〜
『姫様限定! 〜Princess Limited〜 』（ひめさまげんてい！ ぷりんせすりみてっど）とは、2011年2月25日に発売されたアダルトゲーム。
アダルトゲーム雑誌メガストア2024年7月号の付録として収録されている。

## 解説
ある姫君の世話人となってしまった平凡な少年を巡る姫君たちの恋の戦いを描いたアダルトゲーム。
純愛路線を貫きつつも、着衣セックスやご奉仕プレイなど濃いHシーンも存在する。

## あらすじ
平凡な少年・朝倉 悠の元に、遠縁の親戚だという高坂 セリナがやってくる。西欧にあるメルベリ公国の姫君である彼女は、身分を隠して悠の通う武稜学園に転入し、悠は彼女の世話人を務める羽目になった。
その後、別の国からオリビア姫も武稜学園に転入し、彼女は学内で地位を高めていった。
あるとき悠がオリビアの態度を指摘して以来、彼女は悠に対してきつく当たるようになる。そしてそれをセリナが指摘したことで、二人の姫君は対立。
おまけに、
かくして、庶民の少年を巡る、三人の少女の戦いが始まったのであった。

## 登場人物

### メインキャラクター
朝倉 悠（あさくら ゆう）
主人公。武稜学園に通っている。
高坂セリナ（こうさか せりな）
声：桜川未央
朝倉兄妹の遠縁の少女にして、メルベリ公国の姫君。箱入り娘故少々わがままだが、根は素直で検挙。また、平和主義者だが、怒ると容赦しない。
オリビア＝エディウルフ
声：青葉りんご
マルアランド国の姫君で、クーデターのため、良好な関係を築いていた日本へ亡命し武稜学園へ編入した。
いわゆる女王様タイプ。転入の経緯と、高貴な人間性により学園内での人気が上昇するが、あるとき悠に態度を指摘されて以来、悠に対して嫌がらせじみたかかわり方をするようになる。
朝倉 美久（あさくら みく）
声：藤森ゆき奈
悠の義妹で、いわゆるブラコン。

### サブキャラクター
ジャンヌ＝イングウェイ
声：北見六花
セリナの護衛である男装の麗人。愛称はジャン。
悠の近くに女性がいるとセリナが機嫌を損ねるため男装をしているが、もともとジャンヌ本人の性格が男性的なのであまり気にしていない。悠に対してゲイの話をして当惑させようと考えている。
フランチェスカ＝フジシロ
声：倉田まりや
オリビアのメイド長で、武稜学園の3年生のクラスに編入した。自身がレズビアンであることはオリビアには知られていないが、悠には知られている。
高津 涼子（たかつ りょうこ）
声:水純なな歩
武稜学園生徒会長。実家はパン屋。
気の弱い巻き込まれた異質。
朝倉 千明（あさくら ちあき）
声:高井戸雫
朝倉兄妹の母。

## スタッフ
- 原画担当:金目鯛ぴんく(キャラクターデザインも兼任)、結城葵（SD）
- シナリオ：尾之上咲太

### OVA
- 企画：いちもつ堂
- プロデューサー：天手毛天
- 脚本：PON
- キャラクターデザイン：きのはらひかる

## 主題歌
- 「Lovers Unlimited!」
  - 歌：青葉りんご / 作詞：連悠太 / 作曲：MASAMU(gion-shoja) / ギター Ben (gion-shoja）

## OVA
- 2012年5月25日にPoROより『姫様限定! 意地っ張りお姫様・オリビア〜強気に恥じらう高貴な足指』が、同年10月26日に『純真無垢プリ・セリナ〜純粋（ウブ）なハメしゃぶりあばんちゅ〜る◆』が発売された。